# Mianchi
Mianchi, även romaniserat Mienchih, är ett härad som lyder under Sanmenxias stad på prefekturnivå i Henan-provinsen i norra Kina.
Det var i Mianchi som den svenske geologen Johan Gunnar Andersson upptäckte Yangshaokulturen på 1920-talet.